# The Way You Make Me Feel
〈The Way You Make Me Feel〉은 미국의 싱어송라이터 마이클 잭슨의 노래이다. 1987년 11월 9일 에픽 레코드에 의해 그의 일곱 번째 스튜디오 음반 《Bad》의 세 번째 싱글로 발매되었다. 잭슨이 작사, 작곡을 맡고, 퀸시 존스와 잭슨이 프로듀싱을 맡았다.
동시대 비평가들로부터 긍정적인 평가를 받았다. 〈The Way You Make Me Feel〉은 《Bad》의 세 번째 싱글로 빌보드 핫 100 1위에 올랐으며, 주로 전 세계적으로 톱 10과 20 안에 들었다. 당시 〈The Way You Make Me Feel〉 뮤직 비디오에는 잭슨이 전 모델 타티아나 섬첸과 추격하며 춤을 추는 모습이 공개됐다.

## 배경 및 구성
〈The Way You Make Me Feel〉은 마이클 잭슨이 1987년 일곱 번째 스튜디오 음반 《Bad》를 녹음했고, 녹음된 해와 같은 해에 발매되었다. 에픽 레코드는 그 해 11월 이 음반의 세 번째 싱글로 이 노래를 발매했다. 〈The Way You Make Me Feel〉은 잭슨이 각본을 쓰고 공동 프로듀싱했으며 퀸시 존스가 프로듀싱했다. 《Bad》를 녹음하기 전, 잭슨은 3개의 디스크 음반을 발매할 계획을 가지고 이 음반을 위해 60곡 이상의 곡을 썼지만, 존스가 잭슨을 설득하여 《Bad》를 원디스크 LP로 만들도록 한 후, 이 음반에 들어갈 10곡의 다른 곡들이 선정되었다. 《Bad 25》에 따르면, 이 곡과 후속 비디오는 마이클 잭슨의 연인으로서의 명성(〈I Just Can't Stop Loving You〉)과 길거리적인 모습(〈Bad〉)에 더해 대중들의 마이클 잭슨에 대한 인식의 또 다른 측면을 보여주기 위해 의도되었다.
〈The Way You Make Me Feel〉은 1995년 잭슨의 두 장의 디스크 컴필레이션 음반 《HIStory: Past, Present and Future, Book I》의 첫 번째 디스크, 2003년 잭슨의 가장 큰 히트 음반인 《Number Ones》, 2009년 《This Is It》 컴필레이션 음반 등 이 곡의 발매 이후 잭슨의 여러 히트곡과 컴필레이션 음반에 수록되었다.

## 반응
〈The Way You Make Me Feel〉은 일반적으로 현대 음악 비평가들로부터 긍정적인 평가를 받았다. 올뮤직 비평가 스티븐 토마스 얼와인은 음반의 타이틀곡인 〈I Just Can't Stop Loving You〉와 〈Man in the Mirror〉를 《Bad》의 트랙픽으로 선정했다. 얼와인은 《Bad》의 모든 곡 중 〈Bad〉, 〈The Way You Make Me Feel〉, 〈I Just Can't Stop Loving You〉가 전작의 음반 트랙과 나란히 설 수 있는 곡은 3곡뿐이라고 평했다. 《뉴욕 타임스》의 작가인 존 파렐스는 잭슨의 노래인 〈The Way You Make Me Feel〉과 〈I Just Can't Stop Love You〉가 "그들의 제목보다 더 개인화된 것은 없다"고 평했다.

## 차트 성과
〈The Way You Make Me Feel〉은 일반적으로 전 세계 음악 차트에서 상위 10위, 상위 20위 안에 들었다. 이 노래는 1987년 12월 26일 빌보드 핫 100에서 7위로 올라섰다. 5주 동안 톱 10 안에 든 후, 1988년 1월 23일 핫 100에서 1위를 차지했다. 〈The Way You Make Me Feel〉은 이 음반의 세 번째 싱글로 핫 100 차트 1위에 올랐다. 〈The Way You Make Me Feel〉은 《빌보드》 어덜트 컨템포러리 차트에서도 9위로 정점을 찍었고, 핫 댄스 뮤직/맥시 싱글 판매 차트에서도 3위로 정점을 찍었다. 이 노래는 또한 《빌보드》 핫 블랙 싱글 차트와 댄스 클럽 플레이 싱글 차트에서 1위를 차지했다.
이 곡은 1987년 12월 5일 영국 싱글 차트에 16위로 진입했다. 그 다음 주에 그 노래는 13위나 올라 3위로 올라갔는데, 이것은 그 곡의 최고 순위였다. 이 곡은 2주 연속 정점을 지켰고, 10주 동안 국내 차트에 머물다가 100위권 밖으로 밀려났다가 2주 만에 다시 차트에 진입했다.
이 노래는 1988년 1월 17일 뉴질랜드 음악 차트에서 2위를 차지했고, 1987년과 1988년에는 총 11주간 차트에 머물렀다. 네덜란드에서는 1987년 11월 28일 20위로 데뷔했다. 2주 후 이 곡은 6위로 정점을 찍었다. 〈The Way You Make Me Feel〉은 1987년 12월 13일 스위스 차트에서 14위로 데뷔했으며, 그 다음 주에는 8위로 정점을 찍었다. 이 노래는 1987년부터 1988년까지 10주 연속 30위 안에 들었다. 이 노래는 1987년 12월 26일 프랑스 음악 차트에서 47위로 데뷔했고, 29위로 30위 안에 들었다. 그 노래는 그 나라 차트에서 10주 연속 상위 50위 안에 들었다. 이 노래는 2018년 8월 현재 2백만 장 이상의 디지털 판매고를 올렸다.
〈The Way You Make Me Feel〉은 잭슨의 음악이 《Visionary》 음반으로 재발매된 후 전 세계 음악 차트에 다시 진입했다. 이 노래는 2006년 4월 9일 스페인 싱글 차트에서 1위로 데뷔했다. 그 노래는 10주 동안 그 나라의 차트에 머물렀다. 이탈리아에서는 2006년 4월 6일 7위로 데뷔하였다. 〈The Way You Make Me Feel〉은 2006년 4월 1일 24위로 네덜란드 차트에 재진입했다. 이 곡은 2006년 4월 1일 59위로 프랑스 음악 차트에 재진입했다.
잭슨의 죽음 이후, 그의 음악은 폭발적인 인기를 경험했다. 이 곡은 2009년 7월 4일 네덜란드 차트에 세 번째로 진입하여 최고 순위 40위에 올랐다. 이 곡은 디지털 다운로드 판매로 인해 7월 11일 빌보드 핫 디지털 송에서 6위로 정점을 찍으며 톱 10 안에 들었다. 이 노래는 7월 3일 스웨덴 차트에 30위로 데뷔했고, 그 다음 주에 24위로 정점을 찍었다. 7월 4일, 이 노래는 영국 차트에 47위로 재진입했고, 그 다음 주에 34위로 정점을 찍었다.

## 곡 목록
| 7인치 싱글 1. "The Way You Make Me Feel" (7" Version) – 4:25 2. "The Way You Make Me Feel" (Instrumental) – 4:25 영국 12인치 싱글 1. "The Way You Make Me Feel" (Extended Dance Mix) – 7:53 2. "The Way You Make Me Feel" (Dub Version) – 5:06 3. "The Way You Make Me Feel" (A Cappella) – 4:30 미국 12인치 싱글 1. "The Way You Make Me Feel" (Dance Extended Mix) – 7:53 2. "The Way You Make Me Feel" (Dance Remix Radio Edit) – 5:20 3. "The Way You Make Me Feel" (Dub Version) – 5:06 4. "The Way You Make Me Feel" (A Cappella) – 4:30 | 《Visionary》 싱글 CD 사이드 1. "The Way You Make Me Feel" (7" Version) – 4:25 2. "The Way You Make Me Feel" (Extended Dance Mix) – 7:53 DVD 사이드 1. "The Way You Make Me Feel" (Music video) – 6:43 |

## 인증
| 국가                                                            | 인증        | 판매량/출하량 |
| --------------------------------------------------------------- | ----------- | ------------- |
| 오스트레일리아 (ARIA)                                           | 골드        | 35,000^       |
| 덴마크 (IFPI Danmark)                                           | 골드        | 45,000        |
| 영국 (BPI)                                                      | 플래티넘    | 600,000       |
| 미국 (RIAA)                                                     | 2× 플래티넘 | 2,000,000     |
| ^출하량을 기반으로 한 인증 · 판매량+스트리밍을 기반으로 한 인증 |             |               |